# Louis Puissant
Louis Puissant (Le Châtelet-en-Brie, 22 settembre 1769 – Parigi, 10 gennaio 1843) è stato un matematico, geodeta e ingegnere topografico francese.

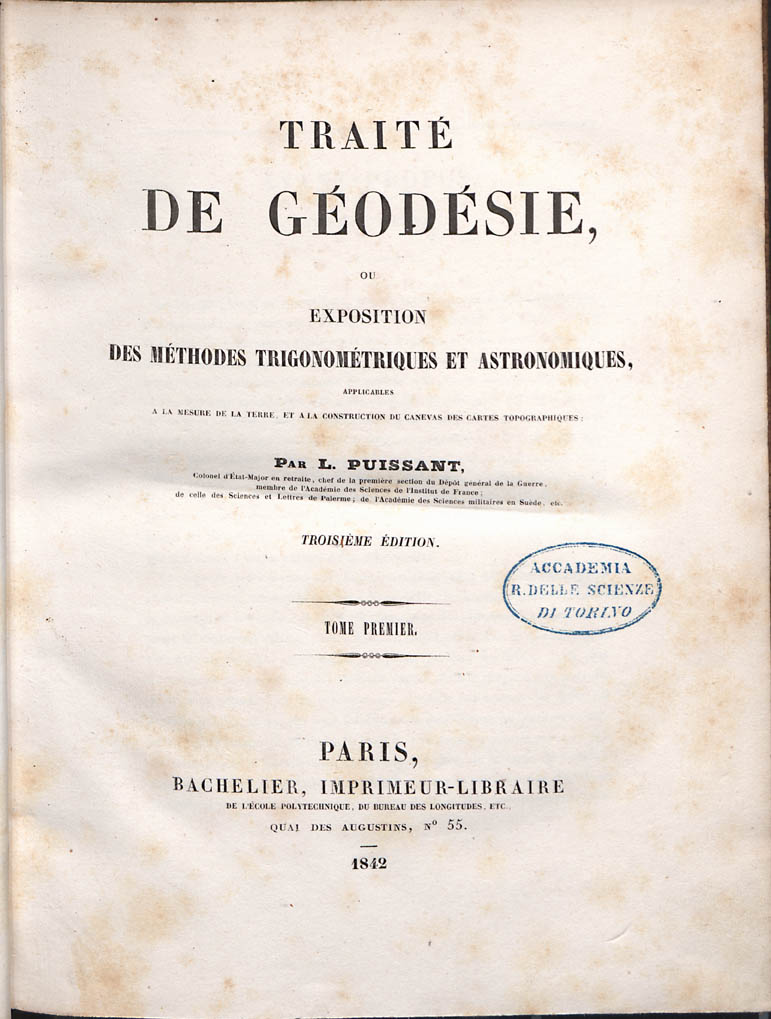
Traité de géodésie, 1842

Fu chiamato nel corpo degli ingénieurs géographes dell'armée des Pyrénées occidentales nel 1792 e poi professore della scuola centrale di Agen nel 1796. Dall'ottobre 1802 all'agosto 1803, fu responsabile delle triangolazioni geodetiche all'Elba e poi in Lombardia nel 1803–1804. Fu eletto membro della Société Philomathique de Paris nel 1810 dell'accademia francese delle scienze nel 1828.
Ebbe un figlio con Françoise Coutet, Louis (1793–1836), che si laureò all'École polytechnique.

## Opere
- (FR) Louis Puissant, Traité de géodésie. 1, Bachelier, Charles Louis Étienne, 1842.
- (FR) Louis Puissant, Traité de géodésie. 2, Bachelier, Charles Louis Étienne, 1842.
- (FR) Louis Puissant, Recueil de diverses propositions de géométrie, résolues ou démontrées par l'analyse algébrique, Charles Louis Étienne Bachelier, Démophile Huzard-Courcier, 1824.